# ابن الصفار
أبو القاسم أحمد بن عبد الله بن عمر الغافقي (توفي سنة 426 هـ) المعروف بـ ابن الصَّفَّار رياضياتي وفلكي أندلسي، درس على يد أبي القاسم المجريطي، وألف
زيجًا فلكيًا ورسالة في الأسطرلاب. ولما اضطربت أحوال الأندلس في زمن الفتنة، انتقل ابن الصفار إلى دانية، وعاش في كنف صاحبها مجاهد العامري، حتى وفاته سنة 426 هـ.